# Данієль Юлій Маркович
Ю́лій Ма́ркович Даніє́ль (рос. Юлий Маркович Даниэль, псевдоніми: Микола Аржак, Юрій Петров; 15 листопада 1925, Москва, РРФСР, СРСР — 30 грудня 1988, Москва, РРФСР, СРСР) — російський письменник (прозаїк, поет, перекладач), дисидент.

## Біографія
Народився в сім'ї єврейського літератора Марка Данієля (Марка Наумовича Меєровича). Учасник Другої світової війни (було поранено).
Закінчив філологічний факультет Московського обласного педагогічного інституту.
Одружився з уродженкою Харкова, випускницею Харківського університету Ларисою Богораз, яка переїхала до чоловіка в Москву. 11 березня 1951 в них народився син Олександр.
Від 1957 року публікував в СРСР переклади поезії, а від 1958 року за кордоном — критичні щодо радянської влади повісті та оповідання (под псевдонімом Микола Аржак). 1965 року заарештовано та 1966 року засуджено за ці публікації до 5 років таборів (разом із другом Андреєм Синявським), які відбув у Дубравлагу.
Після звільнення (1970) жив у Калузі, публікував переклади під псевдонімом Юрій Петров.

## Творчість

### Проза
Найхарактернішою для прозаїка Аржака та найважливішою для російської прози середини 20 століття є повість-антиутопія «Говорить Москва». Аржак розповідає, як в СРСР Указом Президії Верховної Ради ввели День відкритих вбивств, як трудові маси одностайно схвалили цю ініціативу, як непросто дається окремим громадянам несприйняття цього страхітливого «свята».

### Переклади
Основна маса перекладів Юлія Данієля — виконані за підрядниками вірші поетів 20 століття (фінських, латиських, вірменських та ін.). У творчому доробку Данієля також талановиті переклади світової поетичної класики (Вальтер Скотт, Вільям Вордсворт, Теофіль Готьє, Адальберт Шаміссо, Федеріко Гарсія Лорка та ін.).

## Твори
- «Говорить Москва» (Вашингтон, 1962) — повість.
- «Руки. Людина з МІНАПу» (Вашингтон, 1963) — оповідання.
- «Спокута» (Вашингтон, 1964) — оповідання.
- «Вірші з неволі» (Амстердам, 1971).
- «Говорить Москва» (Москва, 1991) — проза, поезія, переклади.
- «Я все збиваюся на літературу…» (Москва, 2000) — листи з ув'язнення, вірші.

## Електронні джерела
- Сторінка Юлія Данієля на сайті «Неофіційна поезія» [Архівовано 17 червня 2007 у Wayback Machine.]
- Проза Юлія Данієля на сайті «Антологія самвидаву» [Архівовано 13 березня 2007 у Wayback Machine.]
- Сторінка Юлія Данієля на сайті «Століття перекладу» [Архівовано 29 вересня 2007 у Wayback Machine.]
- Спогади Г.Медведєвої про Юлія Данієля [Архівовано 1 жовтня 2007 у Wayback Machine.]
- Вірші та листи Юлія Данієля на сайті «Меморіалу» [Архівовано 1 січня 2008 у Wayback Machine.]